# شکست‌ناپذیر (فیلم ۲۰۰۱)
شکست‌ناپذیر (آلمانی: Unbesiegbar) فیلمی درام به کارگردانی ورنر هرتسوک است که در سال ۲۰۰۱ منتشر شد.

## بازیگران
- تیم راث
- جوکو اولاً
- ماکس رابه
- اودو کیر